# Maubourguet
Maubourguet is een gemeente in het Franse departement Hautes-Pyrénées (regio Occitanie) en telt 2478 inwoners (2004). De plaats maakt deel uit van het arrondissement Tarbes.

## Bezienswaardigheden
Bezienswaardigheden zijn de romaanse kerk (elfde tot veertiende eeuw), de markthal en het archeologisch museum. Dit museum werd geopend in 2011 en telt in haar collectie de laat-Romeinse Oceanusmozaïek en een derde-eeuwse muntschat.

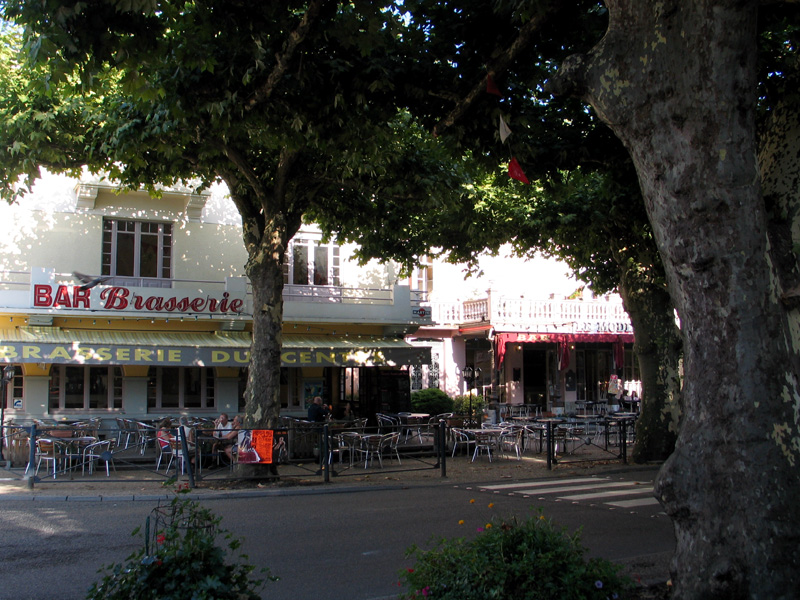
Stadsbeeld
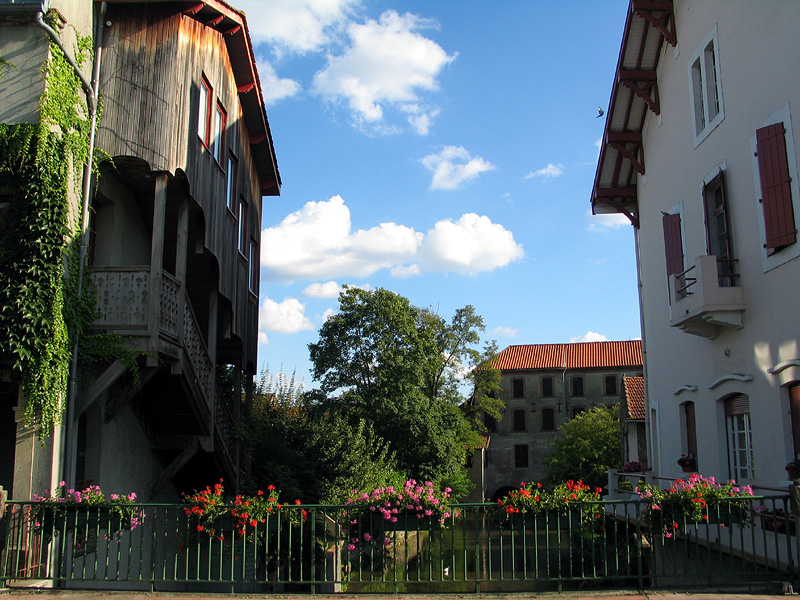
Stadsbeeld
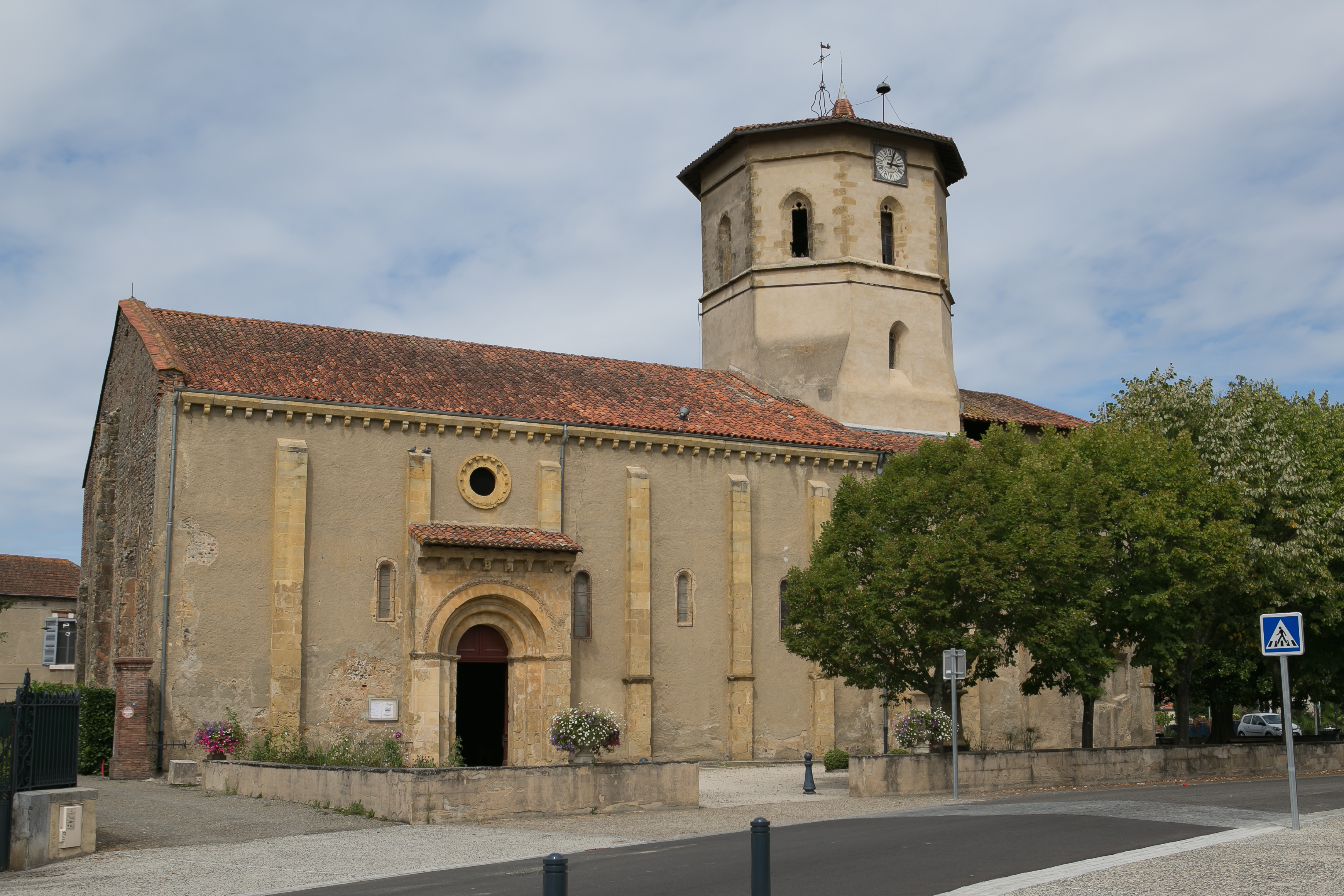
Église de l'Assomption
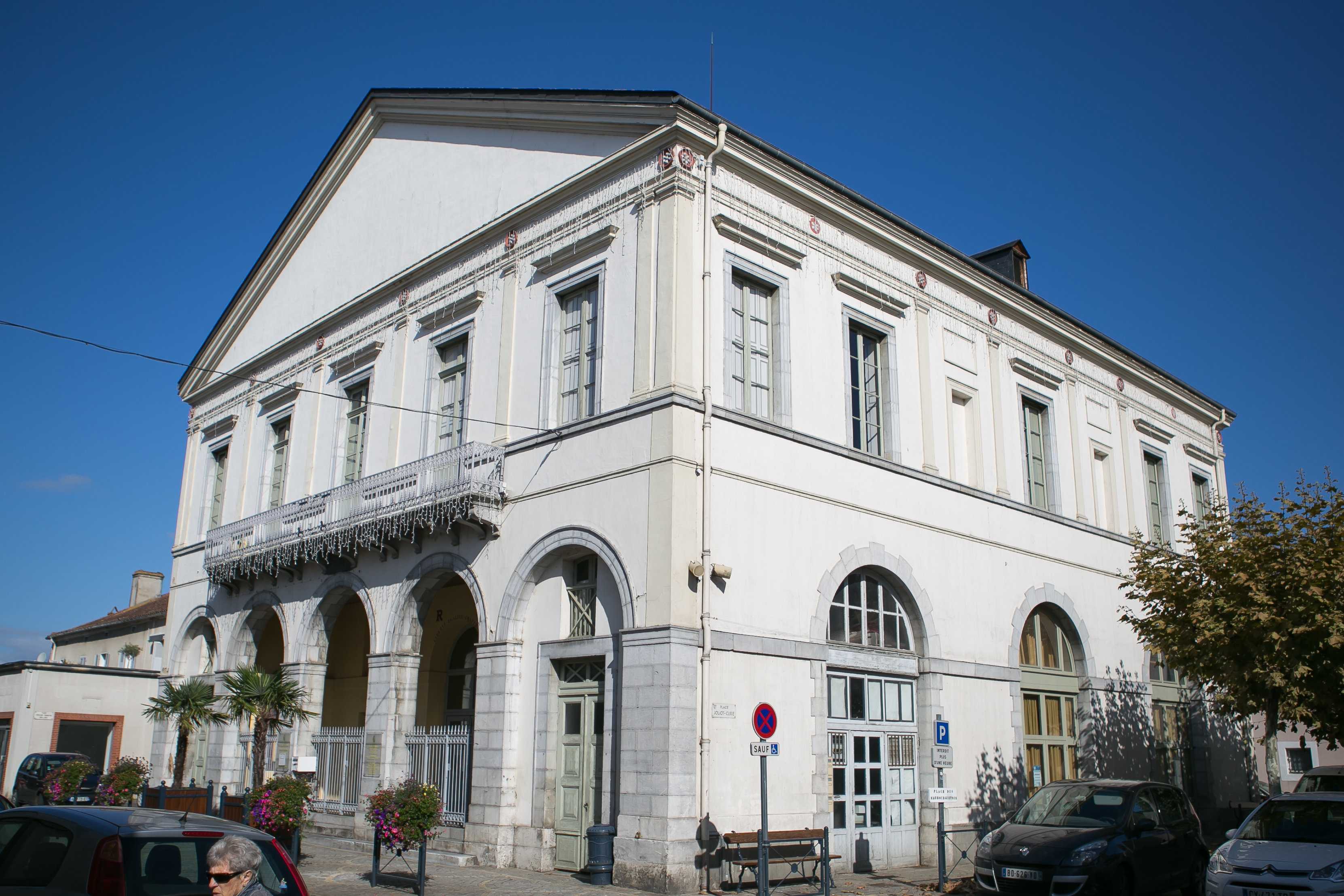
Gemeentehuis

## Geschiedenis
In de middeleeuwen lagen er vier dorpen op het grondgebied van de gemeente: Saint-Martin-de-Celle, Maubourguet(-Bourg-Vieux), Cucuron en Saint-Girons. In 1161 beslisten Pierre de Marsan, de graaf van Bigorre, en de abt van Alet, die een priorij bezat in Saint-Martin-de-Celle, om Saint-Martin-de-Celle en Maubourguet samen te voegen. Maubourguet, gelegen tussen de Échez en de Adour, kreeg een omwalling van een kilometer lengte. De plaats lag op de Via Tolosana, een pelgrimsroute naar Santiago de Compostella. Er werden commanderijen geopend om de pelgrims te herbergen en te verzorgen. In 1569 werd de stad geplunderd door een protestants leger. Het klooster en de commanderijen van de Orde van Malta en van de Orde van de Heilige Geest van Montpellier werden vernield. In 1859 werd het treinstation op de lijn Tarbes-Morcenx geopend.

## Geografie
De oppervlakte van Maubourguet bedraagt 22,1 km², de bevolkingsdichtheid is 112,1 inwoners per km². De gemeente ligt in de vlakte van Bigorre. De Échez mondt er uit in de Adour.

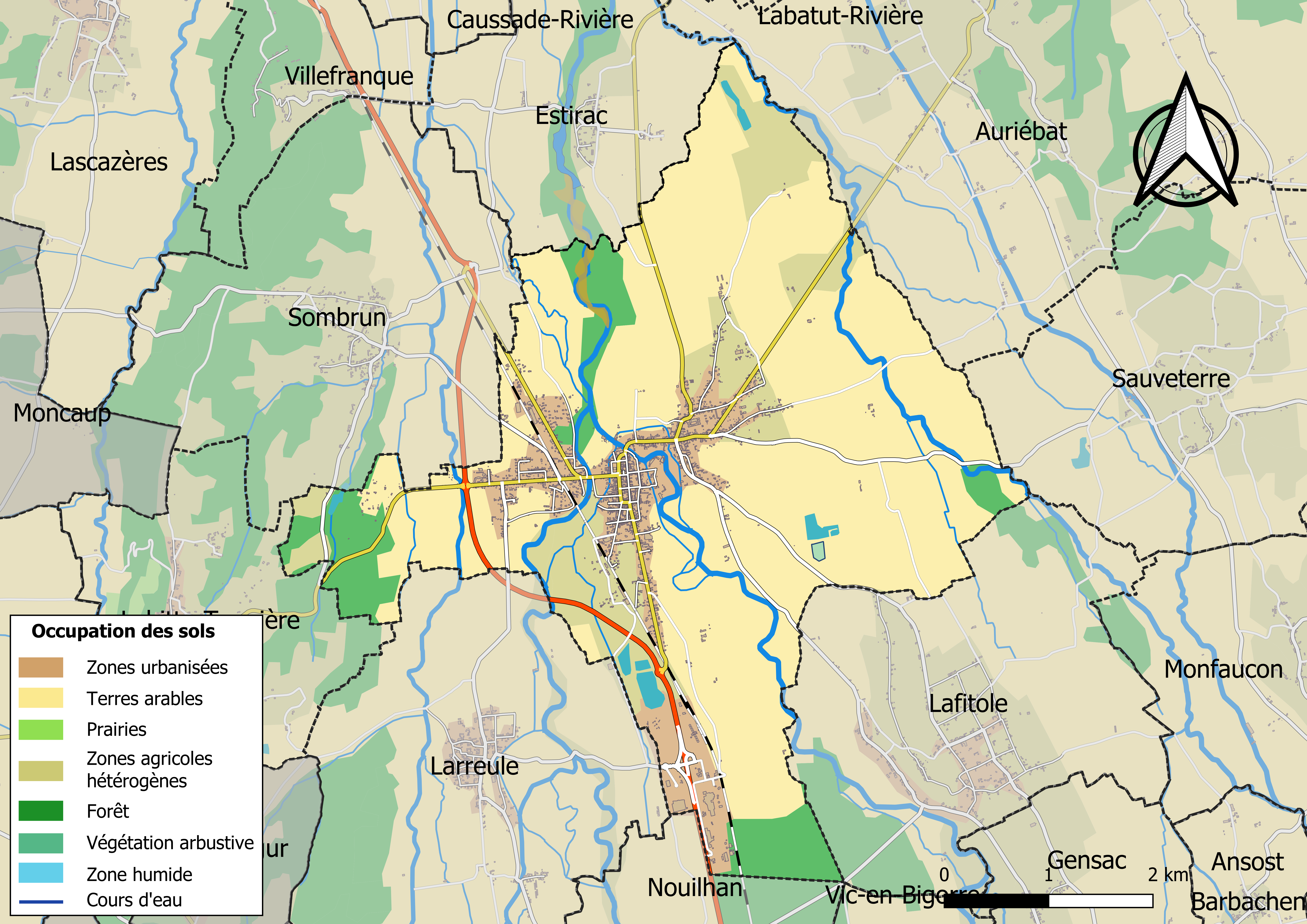
Kaart van de gemeente met belangrijkste infrastructuur, bodemgebruik en omliggende gemeenten

## Demografie
Onderstaande figuur toont het verloop van het inwonertal (bron: INSEE-tellingen).